# Глубковское сельское поселение
Глубковское се́льское поселе́ние — муниципальное образование в Новосильском районе Орловской области Российской Федерации.
Административный центр — село Чулково.

## История
Статус и границы сельского поселения установлены Законом Орловской области от 3 сентября 2004 года № 425-ОЗ «О статусе, границах и административных центрах муниципальных образований на территории Новосильского района Орловской области».

## Население
| 2010 | 2012 | 2013 | 2014 | 2015 | 2016 | 2017 |
| ---- | ---- | ---- | ---- | ---- | ---- | ---- |
| 698  | ↘677 | ↘668 | ↘664 | ↘637 | ↘612 | ↘578 |
| 2018 | 2019 | 2020 | 2021 | 2023 |      |      |
| ↘570 | ↘542 | ↗550 | ↘492 | ↘490 |      |      |

## Состав сельского поселения

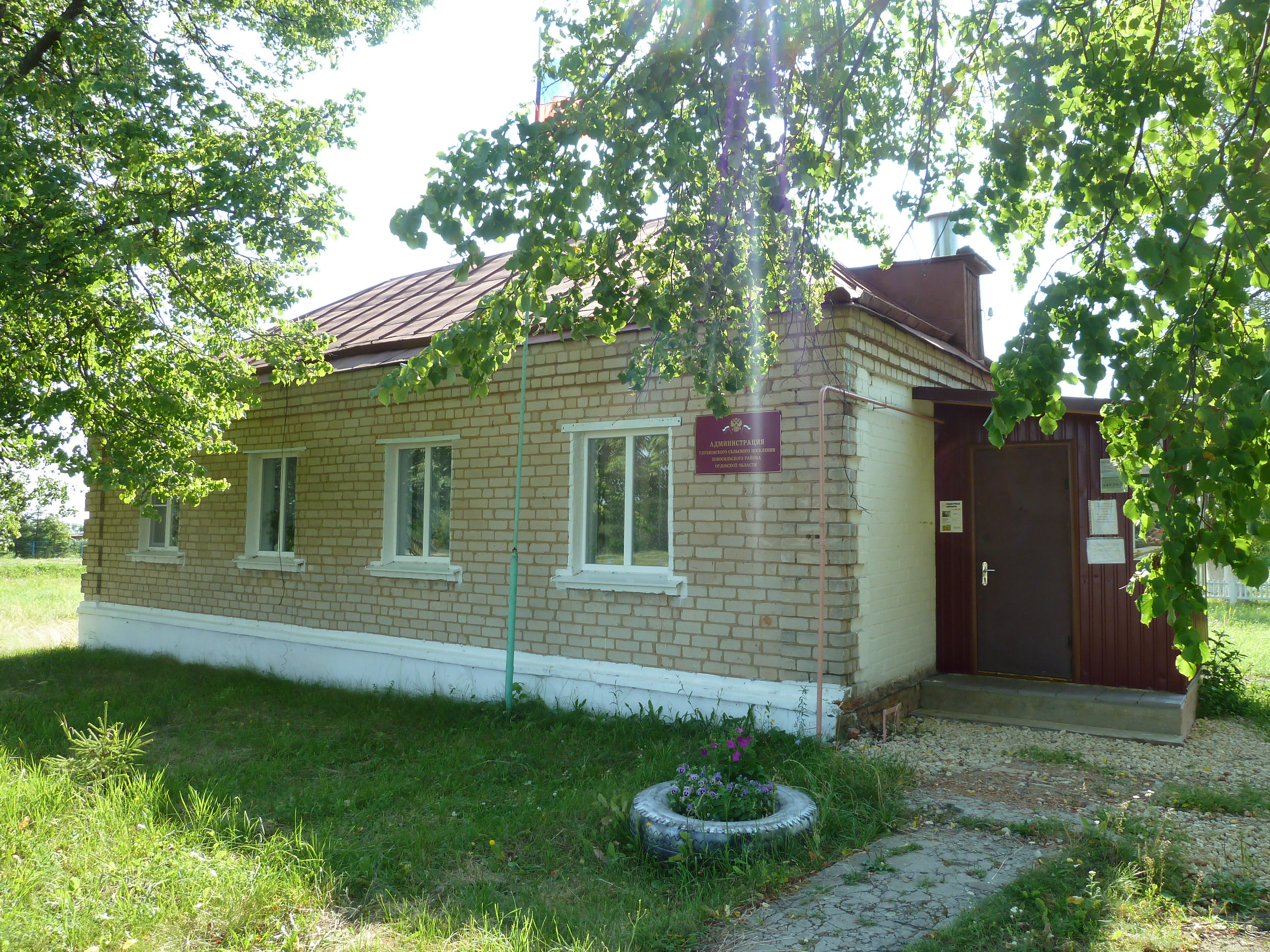
Здание администрации

| №  | Населённый пункт  | Тип населённого пункта       | Население |
| -- | ----------------- | ---------------------------- | --------- |
| 1  | Глубки            | село                         | ↘44       |
| 2  | Городилово        | село                         | ↘5        |
| 3  | Жашково           | село                         | ↘1        |
| 4  | Жердево           | село                         | ↘21       |
| 5  | Игумново          | село                         | ↘11       |
| 6  | Лосино-Островский | посёлок                      | 26        |
| 7  | Новая Слободка    | деревня                      | ↘13       |
| 8  | Одинок            | деревня                      | ↘296      |
| 9  | Прилепский        | посёлок                      | 1         |
| 10 | Становое          | село                         | ↘55       |
| 11 | Троицкое          | село                         | 1         |
| 12 | Чулково           | село, административный центр | ↘222      |